# Minuria tridens
Minuria tridens là một loài thực vật có hoa trong họ Cúc. Loài này được (D.A.Cooke) Lander mô tả khoa học đầu tiên năm 1987.